# Clonas-sur-Varèze
 Clonas-sur-Varèze  es una población y comuna francesa, en la región de Ródano-Alpes, departamento de Isère, en el distrito de Vienne y cantón de Roussillon.

## Demografía
| 502 | 517 | 554 | 703 | 1056 | 1281 | 1 425 | 1 520 | 1 459 | 1 519 |
| Para los censos de 1962 a 1999 la población legal corresponde a la población sin duplicidades (Fuente: INSEE [Consultar]) |     |     |     |      |      |       |       |       |       |